# 정승제
정승제(鄭承濟, 1976년 11월 26일~)는 대한민국의 수학 영역 강사이자 학원인이다.
카레를 잘 만들어 '카레박사'라고도 불린다. (오르뜨기 대학 카레제조학 박사)
그는, 2024년 현재 누적 수강생만 910만명으로 현우진, 이미지 (강사), 조정식, 이지영와 함께 대한민국 수학의 1타 강사로 인식되고 있다.
수포자를 대한민국에서 없애겠다는 꿈을 가지고 있으며 '수포자의 구세주'라는 별명을 가지고 있다. EBSi의 50일 수학 등을 통해 사칙연산을 제외한 수학의 모든 과정을 설명한 유일한 강사이기도 하다. 사교육 기업인 이투스와 공교육 기업인 EBSi에서 모두 활동하고 있다.

## 방송
- 되면한다! 열혈교실 (2010~)
- 내일은 미스터트롯 (2020) - Top101
- 부모클래스 (2022~)
- 아는형님 (2023) 게스트
- 성적을 부탁해 티쳐스 (2023~)
- 라면꼰대5 (2024.2.13) 게스트
- 박명수의 라디오쇼(2024.5.20)

## 음반
- 내일은 미스터트롯 예선곡 베스트 (2020)
- 잘될 거야 (2020)
- 내일은 미스터트롯 스페셜 반주 MR 1 (2020)
- 어화둥둥 (2020)

## 공연
- 2020 트롯젠틀맨 전국투어콘서트 - 부산 (2020)

## 도서
- 정승제 선생님이야!(한정판 스페셜 에디션,1등급,수학 공부의 시작,무슨 말이 더 필요해!) (2019)

## 작사
- 정승제, 육중완밴드 <잘될 거야> (2020)
- 정승제, 육중완밴드 <생선님의 편지> (2020)